# Walterskirchen (Gemeinde Poysdorf)
Walterskirchen ist ein Ort und eine Katastralgemeinde in der Stadtgemeinde Poysdorf im Bezirk Mistelbach in Niederösterreich.

## Lage
Das Straßendorf liegt östlich von Poysdorf am Poybach.

## Geschichte
Funde verweisen auf eine neolithische, bronzezeitliche, latènezeitliche und frühmittelalterliche Besiedlung.
Urkundlich wurde der Ort 1142 genannt.
Laut Adressbuch von Österreich waren im Jahr 1938 in der Ortsgemeinde Walterskirchen ein Bäcker, ein Binder, ein Fleischer, ein Gastwirt, zwei Gemischtwarenhändler, eine Hebamme, zwei Mühlen, zwei Schmiede, ein Schneider, vier Schuster, ein Tischler, ein Wagner und einige Landwirte ansässig.

## Verbauung

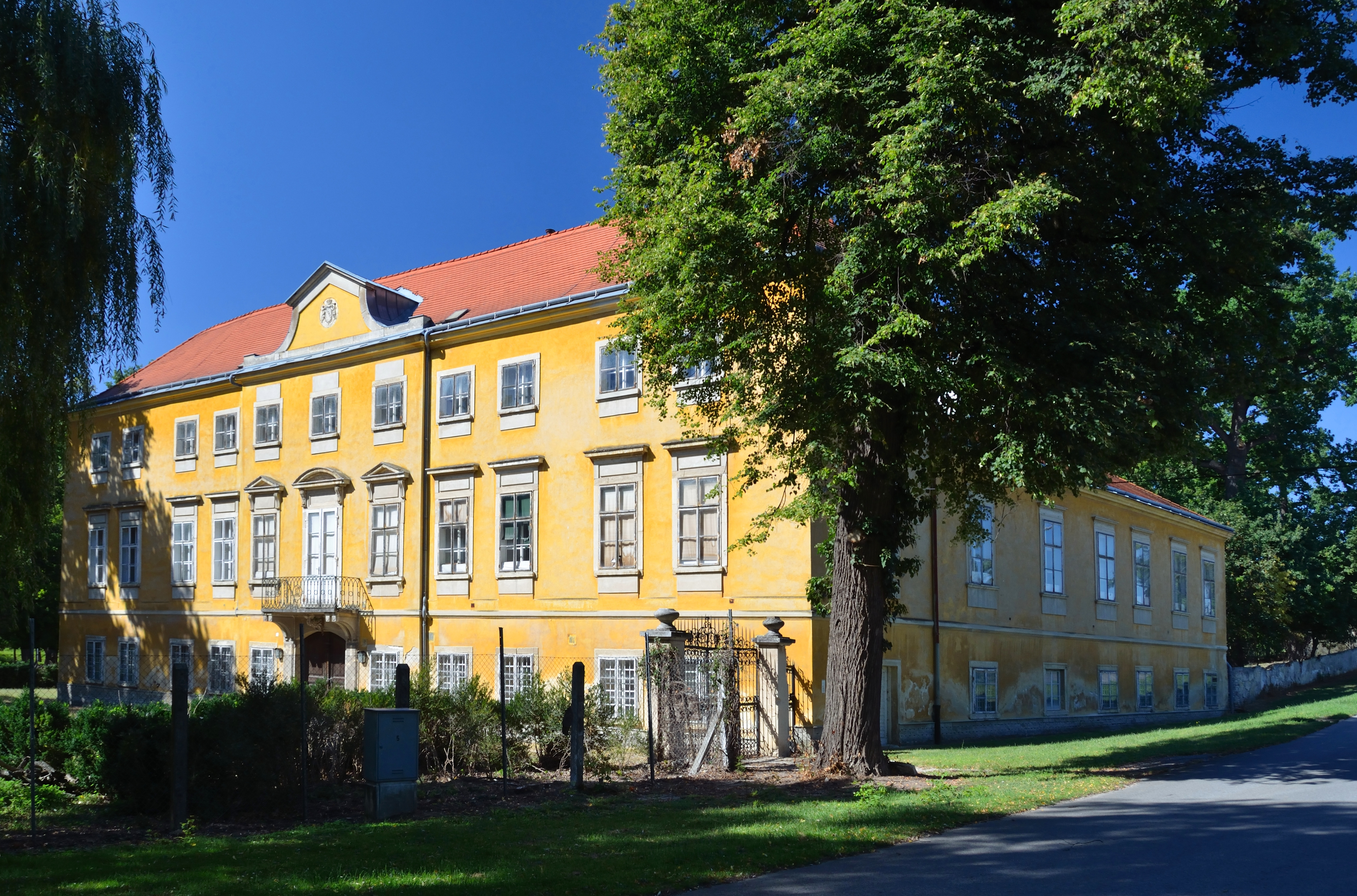
Schloss Walterskirchen

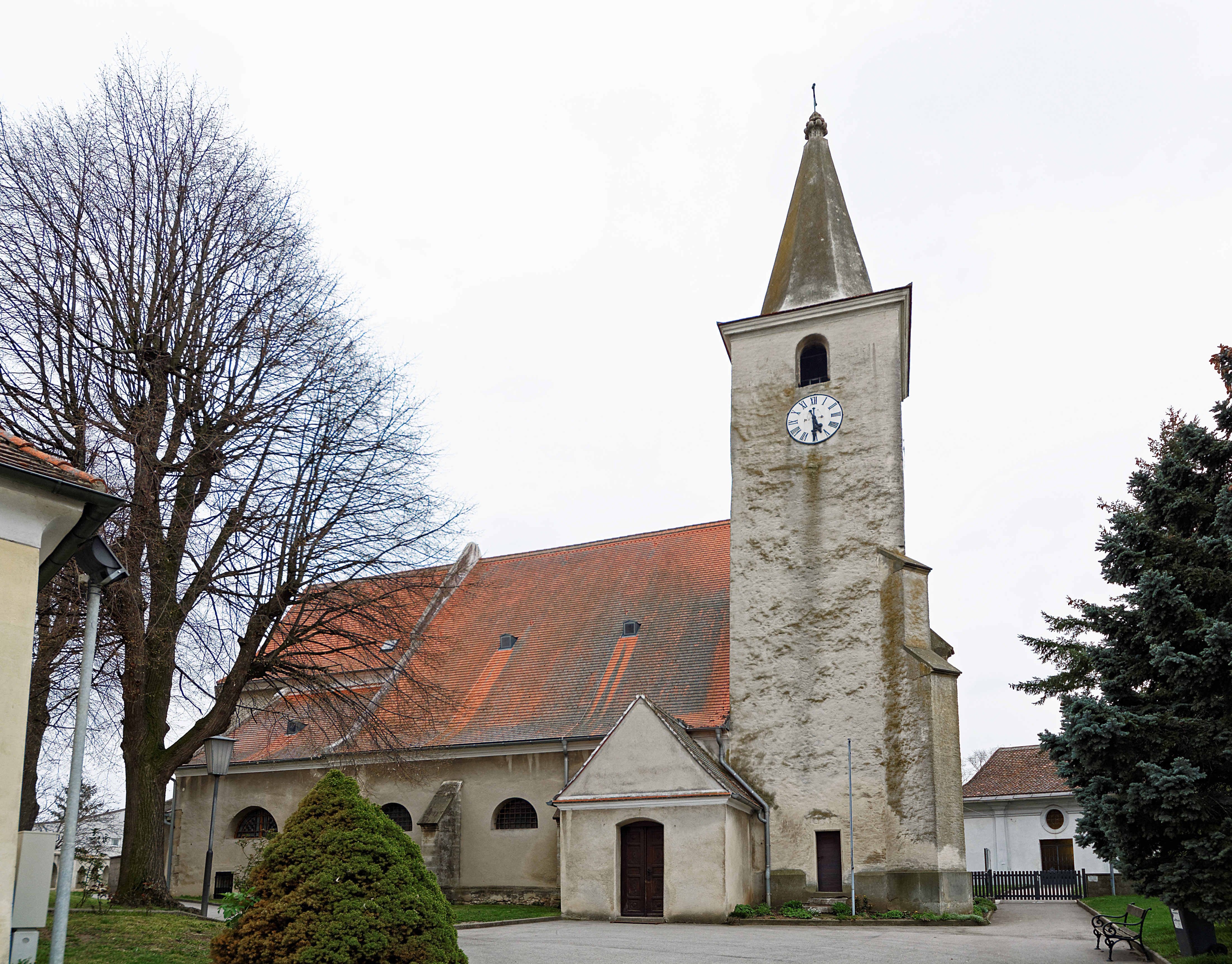
Pfarrkirche Walterskirchen

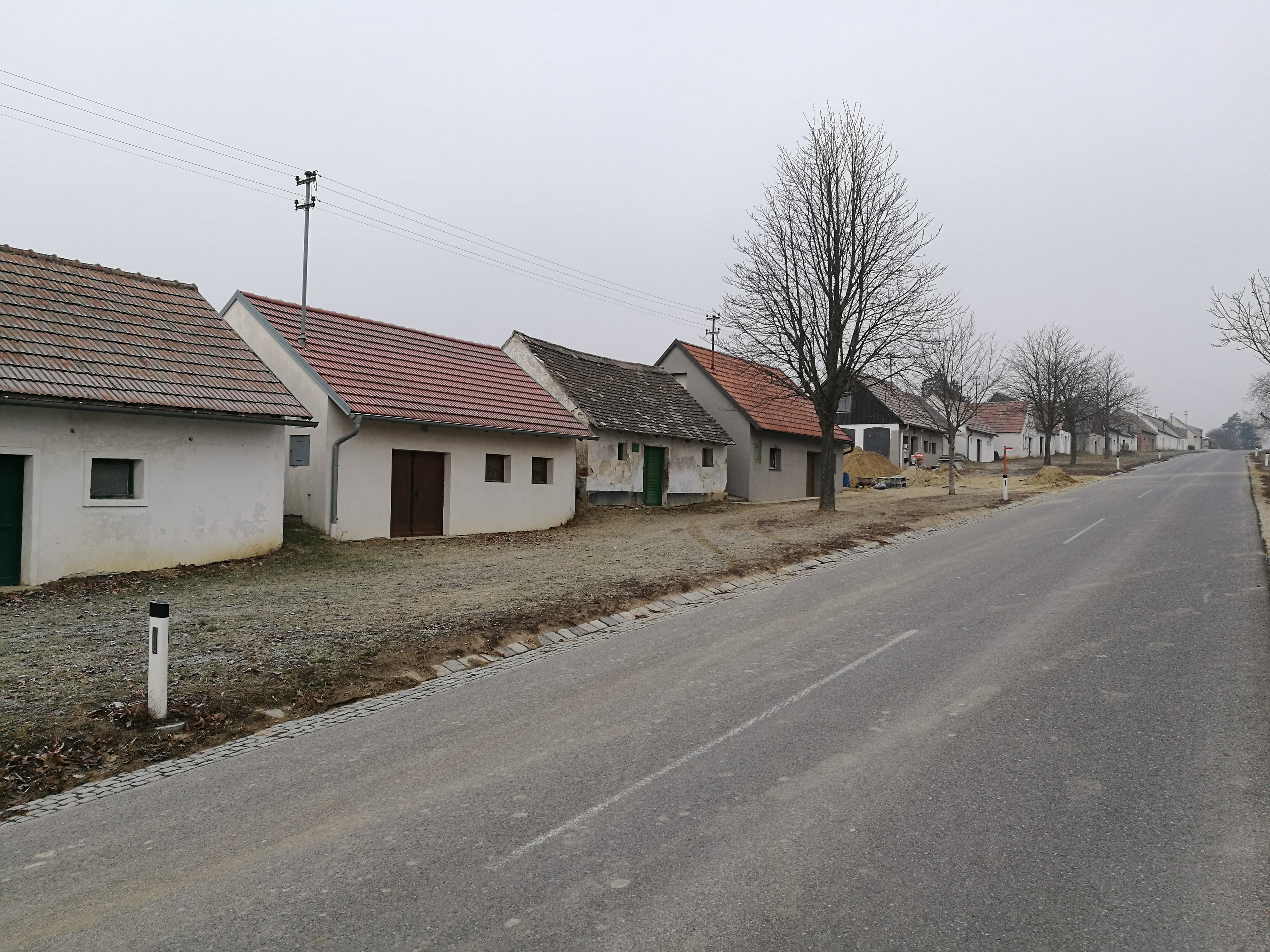
Kellergasse Am Neugebäude

Das Straßendorf hat eine angerartige Verbreiterung im Westen. Er hat eine überwiegend eingeschoßige Verbauung mit Zwerchhöfen teils mit historistischen Putzfassaden. In der Ortsmitte gibt es einen kleinen nach Süden gerichteter dreieckigen Hauptplatz mit der Pfarrkirche, einem langgestreckten Pfarrhof und der späthistoristischen Volksschule aus 1885. Am nördlichen Ortsrand getrennt durch den Poybach steht das Schloss Walterskirchen mit den dazugehörigen Wirtschaftsbauten. Das südliche Hintaus bildet eine Gruppe von geziegelten Längsscheunen mit Ziegelmauern und Brettergattern verbunden.

## Öffentliche Einrichtungen
In Walterskirchen befindet sich ein Kindergarten.

## Kultur und Sehenswürdigkeiten
- Schloss Walterskirchen
- Katholische Pfarrkirche Walterskirchen Mariä Verkündigung

## Persönlichkeiten
- Annemarie Kletzl (1940–2023), Angestellte, Politikerin und Abgeordnete zum Landtag von Niederösterreich